# Jack Wolfskin
Die Jack Wolfskin Ausrüstung für Draussen GmbH & Co. KGaA mit Sitz in Idstein ist ein Unternehmen für Outdoor- und Funktionsbekleidung, Outdoor-Ausrüstung und Schuhe, das seit 2019 zu dem US-amerikanischen Golf-Ausrüster Callaway Golf Company gehört. Am 10. April 2025 wurde bekannt, dass Anta Sports das Unternehmen übernehmen wird. Jack Wolfskin ist ferner als Franchisegeber im deutschen Sportfachhandel tätig. Die Artikel werden in vielen europäischen Ländern angeboten.

## Geschichte

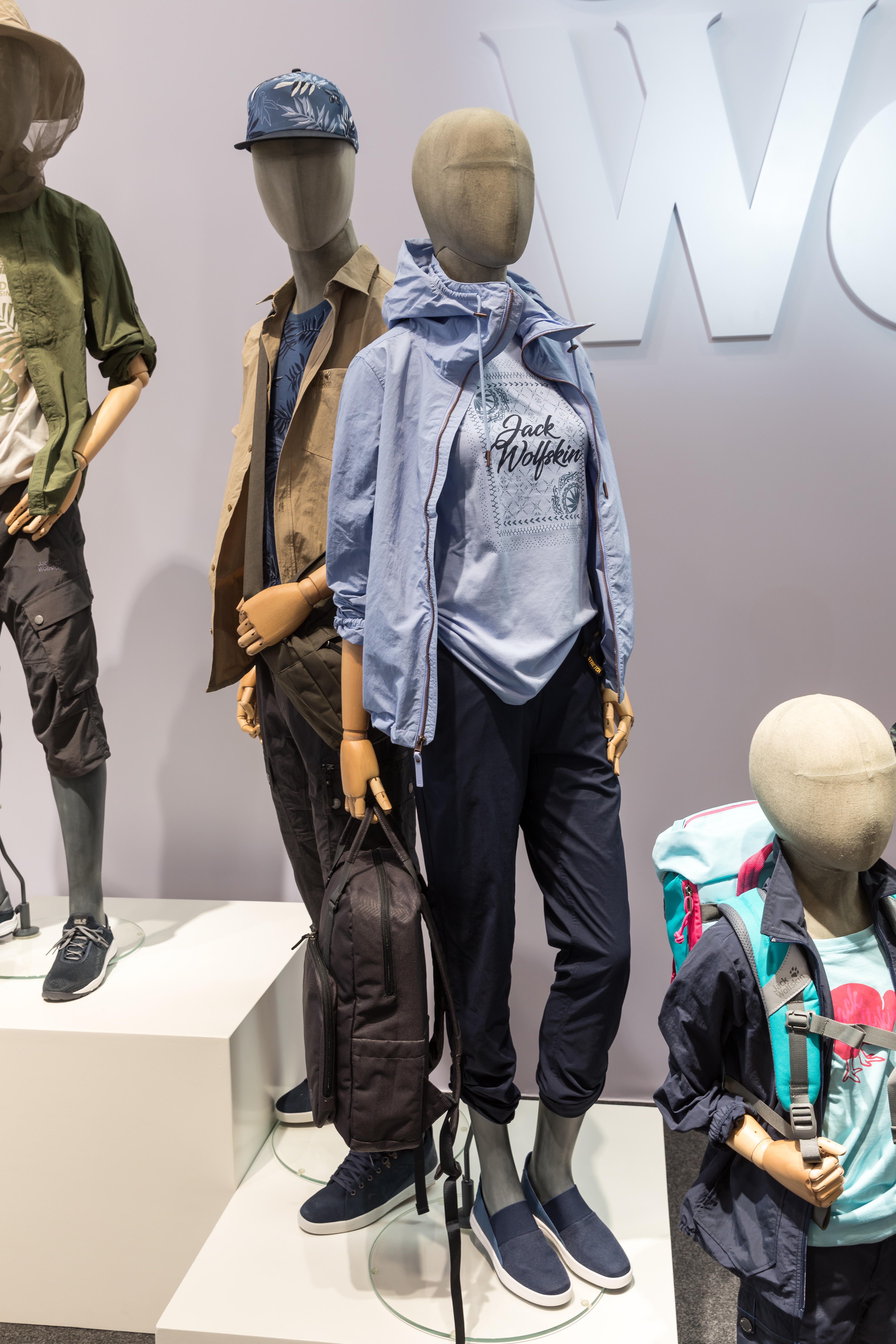
Jack-Wolfskin-Kleidung

Ulrich Dausien gründete 1981 in Frankfurt-Nied das Unternehmen Jack Wolfskin als Eigenmarke des Unternehmens Sine. Es wurde mit zunehmendem Erfolg zu einem eigenständigen Unternehmen und 1991 für 15 Millionen DM an Johnson Outdoors (u. a. Rechteinhaber von Scubapro) verkauft.
Jack Wolfskin belieferte nur den Fachhandel, bis 1993 das erste eigene Ladengeschäft in Heidelberg eröffnet wurde. Weitere Läden in ganz Europa folgten, wie z. B. in Österreich (1995), der Schweiz (2000), Belgien und Finnland (2003), Großbritannien (2005), Luxemburg, Italien und Russland (2009). 
Im August 1997 zog das Unternehmen von Mörfelden nach Idstein, wo es seitdem seinen Hauptsitz hat. 2001 übernahm die Private-Equity-Gesellschaft Bain Capital Jack Wolfskin von Johnson Outdoors für 42 Millionen Euro. Jack Wolfskin firmiert seither als Jack Wolfskin Ausrüstung für Draussen GmbH & Co. KGaA. 2005 verkaufte Bain Capital Jack Wolfskin für 93 Millionen Euro an die Finanzinvestoren Quadriga Capital und Barclays Private Equity. Seit 2009 expandierte Jack Wolfskin nach Asien, insbesondere Südkorea und China.

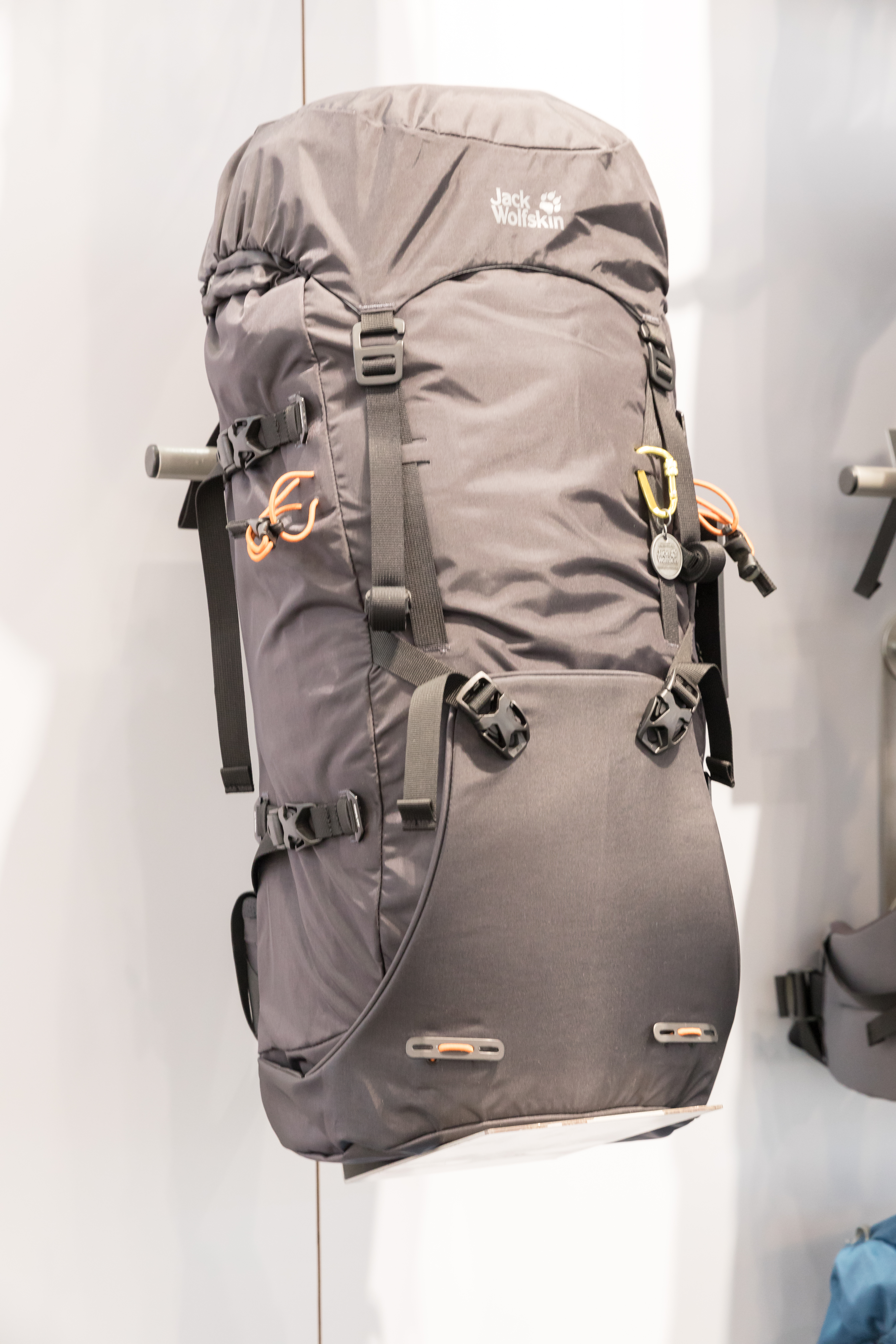
Wanderrucksack

Jack Wolfskin gelang es, im Zeitraum 2005 bis 2010 seinen Umsatz mehr als zu verdreifachen.
2011 verkauften die beiden Investoren sowie der bisherige Geschäftsführer und Mitinhaber Manfred Hell das Unternehmen für einen nicht veröffentlichten Preis an die US-Beteiligungsgesellschaft Blackstone weiter.
Branchenexperten vermuteten einen Verkaufspreis von rund 700 Millionen Euro; Hell soll für seinen Anteil 57 Millionen erhalten haben.
Hell verließ das Unternehmen nach fast 25 Jahren als CEO aus persönlichen Gründen.

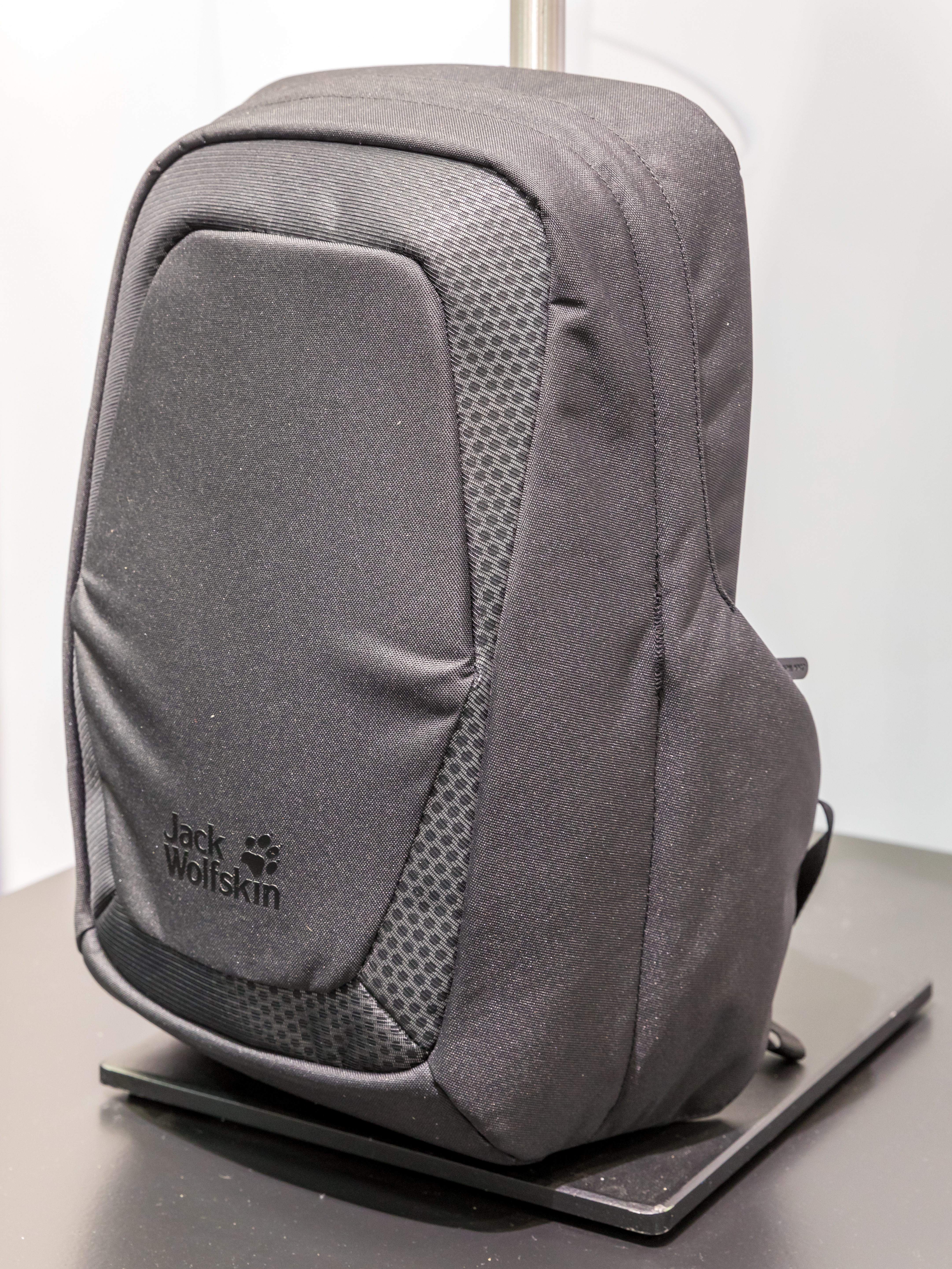
Tagesrucksack aus der Serie Tech Lab

Die Übernahme wurde, wie bei Private-Equity-Gesellschaften üblich, überwiegend mit Fremdkapital finanziert. Hierzu nahm Blackstone (wohl über die Großbanken Morgan Stanley, Merrill Lynch, UBS und die IKB Deutsche Industriebank) einen bei Investoren weiterplatzierten Kredit über 500 Millionen Euro auf.
Im Juli 2017 wurde bekannt, dass die Schulden restrukturiert werden mussten. Drei Hedgefonds – der Kreditfonds Sankaty (Bain Capital Credit), HIG Capital und CQS –, die zunächst als Kreditgeber eingestiegen waren, wandelten ihre Forderungen in Eigenkapital um und hielten fortan mehr als 50 Prozent der Anteile. Der Rest lag bei mehr als zehn weiteren Fonds. Blackstone verlor dabei seinen kompletten Eigenkapitaleinsatz von über 300 Millionen Euro. 
Seit Januar 2019 gehört die Jack-Wolfskin-Gruppe dem US-amerikanischen Golf-Ausrüster Callaway Golf Company; er zahlte für die Übernahme sämtlicher Unternehmensanteile 418 Millionen Euro. 
2020 siedelte Jack Wolfskin seine Nordamerikazentrale in Park City, Utah an.
Im November 2020 wurde Richard Collier CEO von Jack Wolfskin. Unter seiner Führung wurde die Marke strategisch neu ausgerichtet, unter anderem mit einer Überarbeitung der Corporate Identity und des Logos sowie einem neuen Claim („We Live to Discover“).
Mitte 2022 gab es weltweit rund 500 Jack-Wolfskin-Stores, davon 226 in Europa und 269 in Asien.
2017 waren es noch 898 Filialen gewesen.
Im April 2025 wurde bekannt, dass der in Jinjiang ansässige Konzern Anta Sports Jack Wolfskin für rund 262 Millionen Euro übernimmt. Dies folgt auf den Erwerb durch die Callaway Golf Company im Jahr 2019, nachdem das US-Unternehmen entschieden hatte, sich künftig auf das Kerngeschäft zu konzentrieren.

## Rechtliche Auseinandersetzungen

### Tatzen-Logo
Im Jahr 2002 erwirkte Jack Wolfskin vor dem Hanseatischen Oberlandesgericht in Hamburg einen Beschluss, der es der Tageszeitung taz verbietet, Merchandising-Produkte aus dem Outdoor-Bereich mit der taz-Tatze zu bedrucken oder zu besticken. Das gilt selbst dann, wenn neben der Tatze der Schriftzug „die tageszeitung“ eine eindeutige Zuordnung erlaubt. Die Zeitung hatte ihr Tatzen-Logo bereits 1979 von dem Designer Roland Matticzk entwickeln lassen und es seitdem regelmäßig eingesetzt, aber nicht markenrechtlich gesichert. 1982 hatte Jack Wolfskin eine Marke für seine ähnlich aussehende Tierpfote eintragen lassen. Im Juli 2006 unterlag die Tageszeitung erneut in einem Rechtsstreit über Badetücher mit Tatze und Schriftzug vor dem Landgericht Hamburg.
2009 ließ Jack Wolfskin auch Kleinstunternehmer kostenpflichtig abmahnen, die diverse Pfotenabdrücke wie z. B. Katzenpfoten als Schmuckelement auf ihren Produkten verwenden, auch wenn es sich nicht um Kleidung handelt. Auch fünfgliedrige Tatzenabdrücke, wie jene der internationalen Bear Community, waren betroffen, und der niederländische Kleiderversand Bearwear hatte vorübergehend den Vertrieb für Europa eingestellt. Man einigte sich später im gegenseitigen Einvernehmen. Im Oktober 2009 wurde bekannt, dass das Unternehmen auch Hobbybastler dazu zwingen wollte, ihre Zustimmung zu Vertragsstrafen von bis zu 10.000 € bei einer Verletzung ihrer Markenrechte zu geben. Das Ansehen des Unternehmens litt durch die Abmahnaktionen. Nach starken Reaktionen in den Medien erklärte der Geschäftsführer Manfred Hell wenige Tage später, dass das Unternehmen die ausgesprochenen Abmahnungen zurücknimmt und in Zukunft die betroffenen Kleinstunternehmer im Fall von Markenrechtsverletzungen durch Tatzen- und Pfotenlogos direkt kontaktieren werde, anstatt sie über Anwälte abmahnen zu lassen. Es wurde in mindestens einem Fall auch der schon bezahlte Teilbetrag zurückerstattet.
Im Dezember 2013 einigte sich Jack Wolfskin in einem außergerichtlichen Verfahren mit Alias Entertainment auf die Verwendung einer Tatzen-Darstellung im Logo des Kinderfilms Fünf Freunde. Die Vereinbarung ermöglichte es Alias Entertainment als Vermarkter des Films, die Darstellung in den Kategorien Film und Filmrechte und dem damit verbundenen Merchandising zu nutzen.
Im Rahmen der Social Media Week in Berlin wurde am 2. Februar 2010 der Preis Oskr an Jack Wolfskin und DaWanda vergeben. Die beiden Unternehmen wurden für ihren konstruktiven Umgang in der Kontroverse gewürdigt.

### Sonstiges
2008 baute Jack Wolfskin am Rande des Naturschutzgebietes Moore bei Buxtehude ein 30.000 m² großes Logistikzentrum in Neu Wulmstorf. Der zu bebauende Teil war Teil des Naturschutzgebietes gewesen und im Rahmen eines Straßenbauprojektes als Erweiterungsfläche des Gewerbegebietes umgewidmet worden.